# Миллион для Хуана
«Миллион для Хуана» — романтическая кинокомедия, режиссёрский дебют Пола Родригеса. Фильм снят по мотивам произведения Марка Твена, но на современный лад. Премьера состоялась 15 мая 1994 года.
Теглайны:
- За деньги нельзя купить всё. Ага, конечно. — англ. Money can’t buy everything. Yeah, right.
- Все шансы в его пользу. — англ. The odds are in his favor.

## Сюжет
Хуан Лопес (Пол Родригес) — молодой вдовец с маленьким сыном, был рождён в Калифорнии, но в раннем возрасте мать увезла его в Мехико.
У него нет документов для того чтобы засвидетельствовать, что он является гражданином США и работает без документов в Лос-Анджелесе, продавая апельсины около автомагистрали. Живёт с двумя товарищами по комнате и пытается свести концы с концами чтобы позаботиться о сыне.
Незнакомец (Эдвард Джеймс Олмос) в модном лимузине протягивает Хуану чек на сумму в 1 000 000 $, но с одним условием — тот должен отдать все деньги, до последнего цента, ровно через месяц.
Хуана терзают смутные сомнения и он показывает чек Оливии Смит (Полли Дрэйпер), которая вдохновляет его следовать данным ему указаниям.
Сначала он использует чек для получения кредита в шикарных магазинах одежды и тому подобное. Также он встречает женщину, которая в тупике отношений с властным предпринимателем.
Затем начинается наиболее интересное для добродушного Хуана Лопеса, который должен избегать искушений и жадных людей, который внезапно врываются в его жизнь.
Хуан осознаёт, что смысл жизнь заключается в любви, семье и счастье, а их за деньги не купить.

## В ролях
- Пол Родригес — Хуан Лопес
- Тони Плана — Хорхе
- Берт Росарио — Альваро
- Полли Дрейпер — Оливия Смит
- Ларри Линвилл — Ричард Дикерсон
- Дэвид Раш — Джефф
- Эдвард Джеймс Олмос — ангел
- Пепе Серна[англ.] — мистер Ортис
- Херардо Мехиа[англ.] — Флако
- Лиз Торрес — миссис Дельгадо
- Пол Уильямс[англ.] — Дженкинс
- Чич Марин — Shell Shock
- Рубен Блейдс — бармен
- Джин Кейсем — гостья на вечеринке